# William Harnett

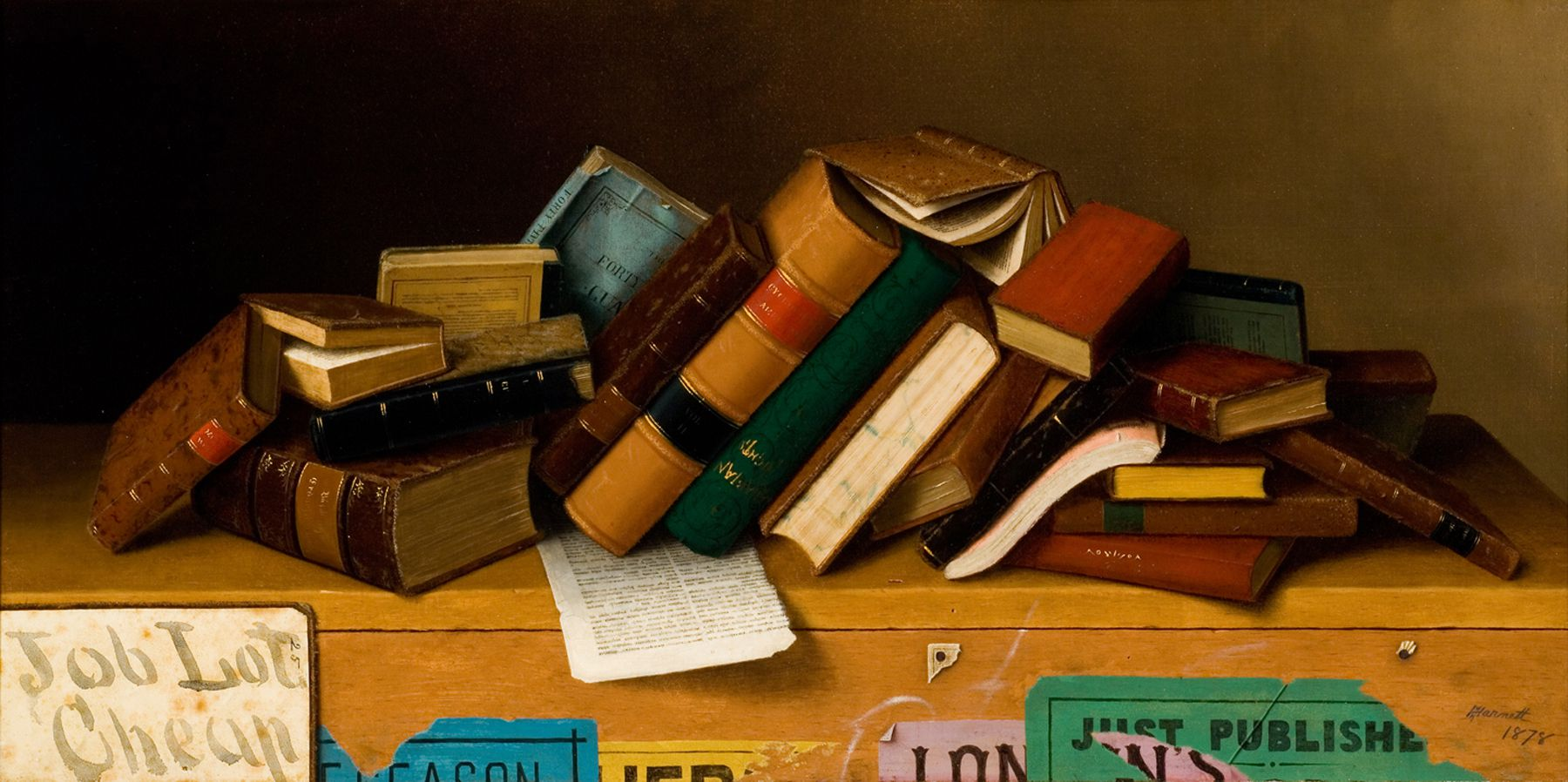
Job Lot Cheap, pintura a l'oli, 1878.

William Michael Harnett (Clonakilty, Comtat de Cork, Irlanda, 10 d'agost de 1848 - Nova York, 27 d'octubre de 1892) va ser un pintor dels Estats Units d'origen irlandès, d'estil realista, famós per les seves natures mortes i pel seu hàbil ús del trompe l'oeil.

## Biografia
Harnett va néixer a plena gran fam irlandesa. Poc després del seu naixement, la seva família va emigrar als Estats Units, establint-se a Filadèlfia. Harnett va adquirir la nacionalitat dels Estats Units el 1869. Durant la seva joventut es va guanyar la vida fent dissenys per gravar en taules de plata mentre rebia classes nocturnes a l'Academy of the Fine Arts de Pennsilvània. Més tard va prosseguir els seus estudis en l'Estat de Nova York, primer a The Cooper Union for the Advancement of Science and Art i després a la National Academy of Design, totes dues a la ciutat de Nova York. La seva primera pintura coneguda és una natura morta que data de l'any 1874. A partir de 1888 va patir de reumatisme i va morir a Nova York el 1892.

## Característiques de la seva obra

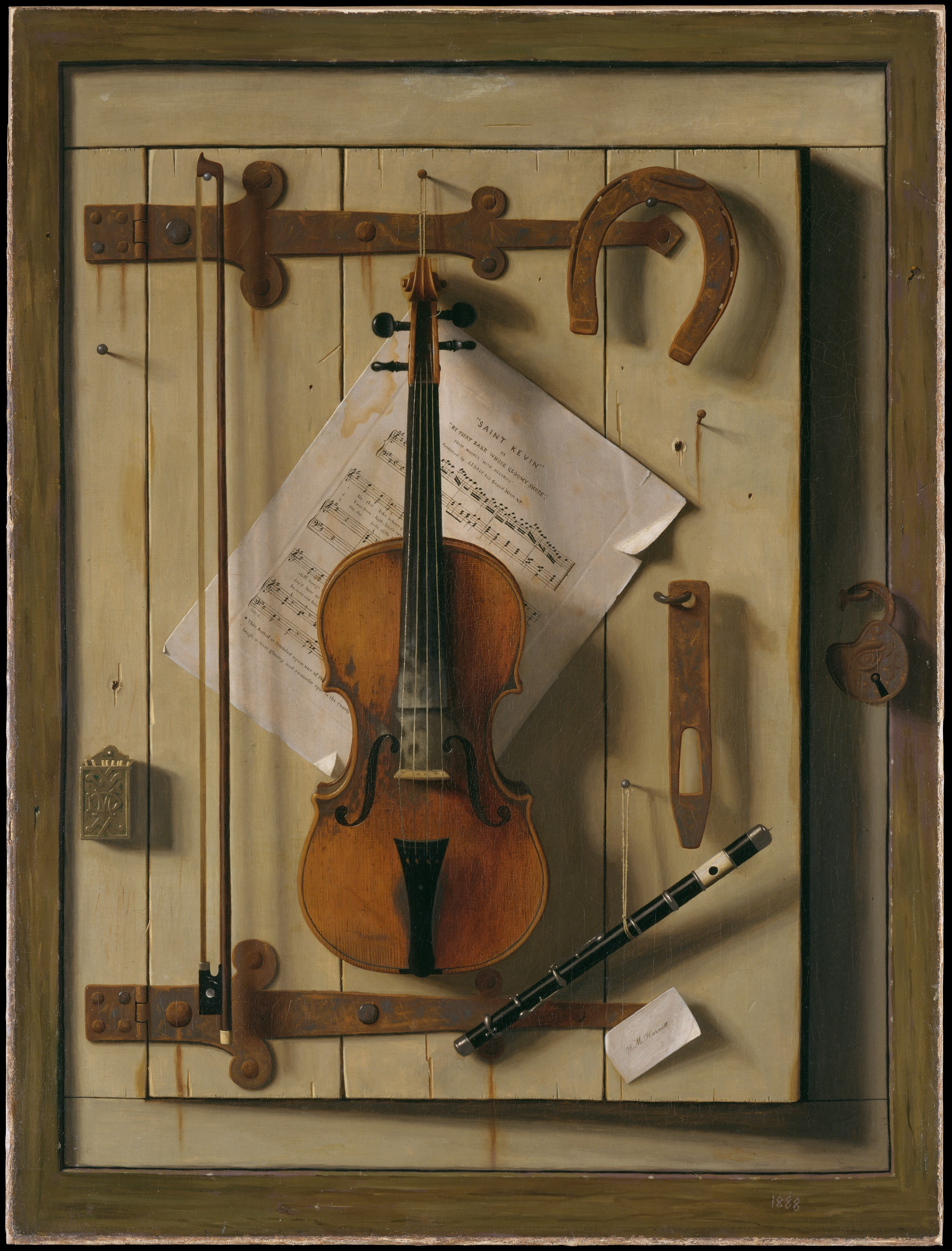
Harnett: Still Life. Violin and Music (1888). Metropolitan Museum of Art, Nova York.

Els trompes l'oeil d'Harnett van ser molt imitats, però no tenen precedents a l'Amèrica del Nord. Alguns pintors dels Països Baixos del segle xvii com ara Pieter Claesz, per exemple, es van especialitzar en natures mortes en què aconseguien una enorme versemblança. Als Estats Units el pioner d'aquest estil va ser Raphaelle Peale, qui va treballar a Filadèlfia a començaments del segle xix. Harnett, a part de per la seva depurada tècnica, es va distingir per representar objectes que rara vegada havien tingut protagonisme en un quadre. Harnett, a més a més de presentar instruments musicals, peces de caça o gerres, va pintar quadres tan atrevits per a la seva època com Golden Horseshoe (1886), una ferradura oxidada clavada en un tauló; també va pintar els llibres amuntegats en una llibreria de llibres d'ocasió amb el títol de Job Lot, Cheap (1878), armes de foc o paper moneda. Les seves obres es van vendre bé, encara que sovint servien per decorar les parets d'una taverna o una oficina: en el seu moment no es considerava «art digne» dels museus.
Les pintures més conegudes d'Harnett són les quatre versions de After The Hunt (Després de la caça, 1885), on es representa un conjunt de vestimentes, armes, estris i peces de caça el trompe l'oeil de les quals és especialment efectiu, ja que es manté encara que l'espectador canviï de posició.

## Influència en altres pintors
La importància de l'obra d'Harnett és comparable a la del seu coetani John F. Peto. Tots dos artistes es van conèixer i van utilitzar motius similars en les seves pintures: així, es poden comparar les seves obres amb violins. La d'Harret té per títol Music and Good Luck (1888) i mostra al violí penjat a la part superior d'una porta, amb una partitura després d'ell. La composició és serena i acurada. El 1890 Peto, va pintar un violí que penja tort i escantellat, amb una corda trencada. Les partitures tenen els seus bords doblegats i apareixen esquinçades, col·locades sense orde darrere l'instrument. Harnett pot representar objectes usats, però sempre els presenta ben conservats, mentre que Peto sent predilecció per les coses escantellades o trencades.
John Haberle i d'altres pintors posteriors com Otis Kaye i Jefferson David Chalfant també van rebre la influència d'Harnett.

## Obra en museus
Entre d'altres, es pot trobar l'obra de Harnett a l'Addison Gallery of American Art (Andover, Massachusetts), l'Albright-Knox Art Gallery (Buffalo (Nova York), l'Allen Memorial Art Museum (Oberlin (Ohio), Ohio), l'Amon Carter Museum (Texas), l'Art Institute of Chicago, el Brandywine River Museum (Pennsilvània), el Brooklyn Museum of Art, el Carnegie Museum of Art (Pittsburgh), el Cincinnati Art Museum, el Museu d'art de Cleveland, el Detroit Institute of Arts, el Farnsworth Art Museum (Rockland, Maine), el Fine Arts Museums de San Francisco (Califòrnia), l'Harvard Art Museum de la Universitat Harvard, el High Museum of Art d'Atlanta, l'Academy of Arts de Honolulu, el Museu d'Art Joslyn d'Omaha (Nebraska), el Museu d'Art del Comtat de Los Angeles, el Metropolitan Museum of Art de Nova York, el Museum of Fine Arts de Montgomery (Alabama), la National Gallery of Art, la Galeria Nacional del Canadà d'Ottawa, el Museum of American Art de New Britain (Connecticut), el Museu d'Art de Filadèlfia, el Museum of Art de San Diego, la The Huntington Library de San Marino (Califòrnia), el Museu Thyssen-Bornemisza de Madrid, el Museum of Art de Toledo (Ohio), el Wadsworth Atheneum de Hartford (Connecticut) i el Westmoreland Museum of American Art de Greensburg (Pennsilvània).